# سیل‌بند رمادی
سیل‌بند رمادی (به عربی: سدة الرمادی) یک سد در عراق است که در Directly west of Ramadi, Al Anbar Governorate, Iraq واقع شده‌است.